# Carbon Hill (Ohio)
Carbon Hill es un lugar designado por el censo ubicado en el condado de Hocking en el estado estadounidense de Ohio. En el Censo de 2010 tenía una población de 233 habitantes y una densidad poblacional de 221,04 personas por km².

## Geografía
Carbon Hill se encuentra ubicado en las coordenadas 39°30′8″N 82°14′34″O / 39.50222, -82.24278. Según la Oficina del Censo de los Estados Unidos, Carbon Hill tiene una superficie total de 1.05 km², de la cual 1.05 km² corresponden a tierra firme y (0.49%) 0.01 km² es agua.

## Demografía
Según el censo de 2010, había 233 personas residiendo en Carbon Hill. La densidad de población era de 221,04 hab./km². De los 233 habitantes, Carbon Hill estaba compuesto por el 94.85% blancos, el 0% eran afroamericanos, el 1.72% eran amerindios, el 1.29% eran asiáticos, el 0% eran isleños del Pacífico, el 0.43% eran de otras razas y el 1.72% pertenecían a dos o más razas. Del total de la población el 0.43% eran hispanos o latinos de cualquier raza.